# Безымянка (Ульяновская область)
Безымянка — упразднённая деревня в Майнском районе Ульяновской области России. На момент упразднения входила в состав Аксаковского сельского поселения.

## География
Деревня находилась в месте слияния реки Озерки ручья из оврага Морозов (бассейн реки Майдан), в 1,5 км к северо-западу от села Сущевка и в 16 км к северо-западу от районного центра посёлка Майна.

## История
В 1913 в русской деревне Безымянка было 70 дворов и земское училище. Деревня входила в состав Симбирского уезда Симбирской губернии. В советские годы являлась фермой колхоза «Ульяновец».
Исключена из учётных данных в 2002 году постановлением заксобрания Ульяновской области от 10.12.2002 г. № 066-ЗО

## Население
В 1913 году в деревне проживало 514 человек. С 1996 года в деревне отсутствовало постоянное население.